# Пруво, Лор
Лор Пруво (фр. Laure Prouvost, род. в 1978) — французская художница, преимущественно создающая свои работы в формате видео и инсталляций, обладательница премии Тёрнера и Max Mara Art Prize for Women.

## Биография
В своих работах также поднимает тему глобального потепления
Пруво родилась во Франции, в Лилле. Она училась в школе, где вместе с обычными предметами преподавали историю искусств. Будущая художница рано научилась не только рисовать: в детстве ей запрещали смотреть телевизор, но у Пруво была камера, и она как умела снимала любительские фильмы. В 18 лет француженка переехала в Лондон, где училась сначала в Центральном колледже искусства и дизайна имени Святого Мартина, а затем в престижном арт-колледже Goldsmiths. С самого начала карьеры она использовала все свои навыки: делала и видео, и рисунки, и инсталляции. Живёт и работает в Лондоне.

## Творчество
Пруво смешивает реальность и фантазию, она занимается монтажом видео из коротких сценок. В работах художница стремится передать скорее настроение, чем показать действие. Например, работа «Swallow» передает впечатления Пруво от посещения Италии: видеоряд состоит из кадров, где люди едят фрукты, купаются в водопадах и любуются окружающим пейзажем. Кроме того, Пруво часто делает инсталляции в дополнение к видео: например, для «Swallow» она сделала комнату, стены которой покрыты изображениями растений и отдыхающих людей, а также в видео содержится ряд отсылок к множеству других произведений искусства прошлого.
Она является участницей групповых выставок в галерее Тейт, Институте современного искусства (ICA), галереях Серпантайн и BFI. В 2011 году она стала обладательницей премии Max Mara для женщин-художниц. В 2012 году Лор Пруво была участницей 3-й Московской биеннале молодого искусства.
В 2013 году Пруво получила премию Тёрнера за видеоинсталляцию «Wantee», названная в честь возлюбленной художника Курта Швиттерса, который, как утверждает художница, был другом её дедушки, концептуального художника.
Американская писательница и арт-критик Бонни Грир так описывает впечатления от «Wantee»: «Это напоминает лучшие моменты школьной жизни, когда ты сидишь в классе, завороженный рассказом учительницы, и тебе кажется, что то, о чем она говорит, происходит у тебя на глазах». Куратор Лионской биеннале исландец Гуннар Кваран тоже отмечал умение художницы делать любую историю интересной. Инсталляция была изначально создана для выставки «Швиттерс в Британии», которая проходила в 2013 году в галерее Тейт.
В 2019 году Лор Пруво представляла Францию на Венецианской биеннале, создав иммерсивную инсталляцию «Глубокое синее море окружает тебя».